# Raffaella Carrà (album 1971)
Raffaella Carrà è il secondo album in studio della cantante italiana Raffaella Carrà, pubblicato e distribuito nel 1971 dall'etichetta discografica RCA.

## Descrizione
Il disco, che contiene i brani dei 3 singoli che lo anticipano e di un quarto estratto successivamente nel 1972 (vedi box), è un misto di canzoni originali e cover, anche di pezzi stranieri, provenienti dalla trasmissione di grande successo Canzonissima 1971, che bissa l'exploit di quella dell'anno precedente e conferma Raffaella come personaggio innovativo e di riferimento nel panorama del varietà televisivo italiano.
L'edizione farà però scalpore per il lancio dello "scandaloso" ballo del Tuca tuca all'interno di un contenitore TV destinato all'intrattenimento serale di tutta la famiglia, insieme al "più consono" personaggio di Maga Maghella, espressamente creato per i più piccoli e a cui, oltre l'omonimo brano sull'album, sarà dedicata anche una serie di bambole della ditta Effe Bambole Franca.
Le fotografie sulle copertine sono di Sandro Morriconi, l'assistenza musicale all'album di Roberto Gianolio. 
Ristampato nel 2017 dalla Sony Music su LP (cat. 88985411101), è comparso su CD senza rimasterizzazione nel 2001 a cura della RCA Italiana (cat. 74321883242) per la serie "Gli Indimenticabili".
È stato ristampato in Vinile Rosso nel 2021 per il 50º anniversario, raggiungendo la 5ª posizione della classifica dei vinili.

## I brani
Per maggiori informazioni fare click sul titolo corrispondente nella sezione Tracce.
Cover mai pubblicate su singolo:
- Close to You incisa da Dionne Warwick su singolo nel 1964, apparirà in un suo album solo nel 1972.
- E penso a te noto successo di Bruno Lauzi scritto da Battisti.

## Tracce
Edizioni musicali BMG Ricordi se non indicato altrimenti.
Lato A
1. Tuca tuca – 2:38 (testo: Gianni Boncompagni – musica: Franco Pisano)
2. Raindrops Keep Fallin' on My Head – 3:26 (testo: Hal David – musica: Burt Bacharach; edizioni musicali Accordo)
3. Vi dirò la verità – 3:23 (testo: Gianni Boncompagni – musica: Franco Pisano)
4. Maga Maghella – 2:45 (testo: Castellano e Pipolo[6] – musica: Franco Pisano)
5. Close to You – 3:43 (Hal David, Burt Bacharach)

Lato B
1. Chissà se va – 2:51 (testo: Castellano e Pipolo – musica: Franco Pisano; edizioni musicali Suvini Zerboni)
2. Perdono, non lo faccio più – 1:56 (testo: Gianni Boncompagni – musica: Franco Pisano)
3. Papà – 3:44 (Gianni Boncompagni)
4. Borriquito – 3:40 (Peret [7]; edizioni musicali Arabella)
5. E penso a te – 4:02 (testo: Mogol – musica: Lucio Battisti; edizioni musicali Acqua Azzurra)

## Musicisti

### Artista
- Raffaella Carrà - voce
- 4+4 di Nora Orlandi - cori (tranne Tuca tuca, Vi dirò la verità, Maga Maghella)

### Arrangiamenti e direzione orchestrale
- Franco Pisano - Vi dirò la verità, Maga Maghella, Chissà se va, Perdono...
- Paolo Ormi - altri brani